# Maaike Fluitsma
Maaike Fluitsma (Delft, 8 augustus 1962) is een Nederlandse kinderboekenschrijfster.

## Biografie
Fluitsma las al graag als kind en ging vaak naar de bibliotheek. Na de mavo ging zij een secretaresseopleiding doen. Daarna was Fluitsma jarenlang werkzaam bij de politie en tegenwoordig werkt zij als leerkracht in het basisonderwijs.

## Carrière
In 2005 debuteerde zij in het kinder- en jeugdboekenfonds van Uitgeverij Holland met Toby en Kat 4-ever. In 2006 verscheen Goud, juwelen en rum.
De boeken kenmerken zich door een toegankelijke en vlotte schrijfstijl, spanning, fantasie en avontuur. Toby en Kat 4-ever werd in 2006 als leestip aangegeven op de lijst voor de Nederlandse kinderjury. Goud juwelen en rum is in 2007 door de Drentse jeugdbibliothecarissen genomineerd voor de Drentse Top 5, een jury voor en door kinderen.
Korte verhalen voor kinderen werden gepubliceerd in de verhalenbundels van Uitgeverij Holland, Uitgeverij Kwintessens en Sanoma uitgevers B.V..
Fluitsma geeft workshops "zelf schrijver worden" aan kinderen en legt schrijversbezoeken af op basisscholen.

### Boeken
- Toby en Kat 4-ever (Uitgeverij Holland 2005)
- Goud juwelen en rum (Uitgeverij Holland 2006)
- Kruisende zwaarden (Uitgeverij Holland 2008)
- Lobo lost het op (Uitgeverij Holland 2009)
- Boaz gaat onder koffer (Uitgeverij Kwintessens 2018)
- Het besluit van Sneeuwuil (Uitgeverij Kwintessens 2019)
- Vreemde beesten (Uitgeverij Kwintessens 2021)
- Eilanddans (Uitgeverij Kwintessens 2022)
- Kiet en Lok dappere dierenredders (Uitgeverij Kwintessens 2023)
- Egel en Mol beste vrienden diep in het bos (Uitgeverij Menuet 2025)

### Verhalen in
- Het grote geheimboek (Uitgeverij Holland 2005)
- Rozengeur en Maneschijn (Uitgeverij Holland 2006)
- Trefwoord (Uitgeverij Kwintessens 2006 tot heden)
- Bobo (Sanoma Uitgevers B.V. 2007)
- Keet in de klas (Uitgeverij Holland 2008)
- Het grote boek van Sinterklaas (Uitgeverij Holland 2008)
- Het grote verjaardagsboek (Uitgeverij Holland 2010)
- Tijd voor kerst (Uitgeverij Kwintessens 2018)
- Bagage (Uitgeverij Kwintessens 2022)